# André Coutant
André Coutant (* 1906 in Paris; † 24. Mai 1983) war ein französischer Filmtechniker und Ingenieur, der auf der Oscarverleihung 1950 mit einem Oscar für technische Verdienste ausgezeichnet wurde.

## Leben
Coutant besuchte die l’École industrielle et commerciale de Paris (EIC) bis 1923. Im Jahr 1925 begann er bei dem französischen Filmtechnikpionier André Debrie zu arbeiten, der weltweit Filmstudios mit Kameras ausstattete. Während seiner Zeit bei Debrie lernte Coutant auch den Kamerahersteller Jacques Mathot kennen. Die Kamera Éclair lag beiden besonders am Herzen und wurde von dem zu Freunden gewordenen Gespann immer mehr perfektioniert.
Auf der Oscarverleihung 1950 wurde André Coutant zusammen mit Jacques Mathot mit einem Technical Achievement Award der Klasse III ausgezeichnet „für die Gestaltung der Éclair Camerette“ („For the design of the Eclair Camerette“). Die Caméflex, engl. meist Camerette, ist ein Modell einer Kamera, die von  der französischen Firma Éclair 1947 erstmals auf den Markt gebracht wurde.
Coutant ist der Inhaber von mehr als siebzig Patenten, die vor allem die Technik bezüglich Filmaufnahmen betreffen. Die Camerette ist auch unter dem Namen Caméflex bekannt.

## Auszeichnung
Oscar für technische Verdienste Zertifikat der Klasse III
- Oscarverleihung 1949: Technical Achievement Award gemeinsam mit Jacques Mathot